# Шнеебалль
Шнеебалль (нем. Schneeball, или Schneeballen, рус. «снежок», мн.ч. Schneebälle) — немецкое обжаренное во фритюре печенье, особенно популярное в районе города Ротенбурга-на-Таубере. Его название происходит от круглой шарообразной формы, напоминающей снежный ком. Также известно как Storchennest (с нем. — «гнездо аиста») .

## История
Этот вид мучного кондитерского изделия известен уже не менее 400 лет в регионах Франкония и Гогенлоэ (к северо-востоку от Баден-Вюртемберга). Прежде десерт подавался только в особых случаях, например, на свадьбах. В настоящее время шнеебалли доступны круглый год, их можно найти в Ротенбурге-на-Таубере в пекарнях, кондитерских и кафе. В самом городе существуют компании, специализирующиеся на этих кондитерских изделиях, постоянно предлагающие новые вариации печенья. Помимо классических, посыпанных сахарной пудрой, существуют глазированные шоколадом и орехами или наполненные марципаном. Поскольку печенье считается фирменным блюдом города, она является очень распространенным сувениром.

## Приготовление
Тесто для шнеебаллов готовится из муки, яиц, сахара, сливочного масла, сливок и сливового шнапса.
Чтобы придать ему характерную форму, тесто раскатывают и нарезают на ровные полоски. Полоски теста переплетаются, формируются в рыхлый шар. Используя специальный круглый держатель, называемый Schneeballeneisen, чтобы сохранить форму, шарик обжаривают во фритюре в кипящем жире до золотистого цвета и, наконец, посыпают сахарной пудрой, пока он тёплый.
Шнеебалль — это сухое печенье, поэтому оно имеет длительный срок хранения, около восьми недель без охлаждения.

## Галерея

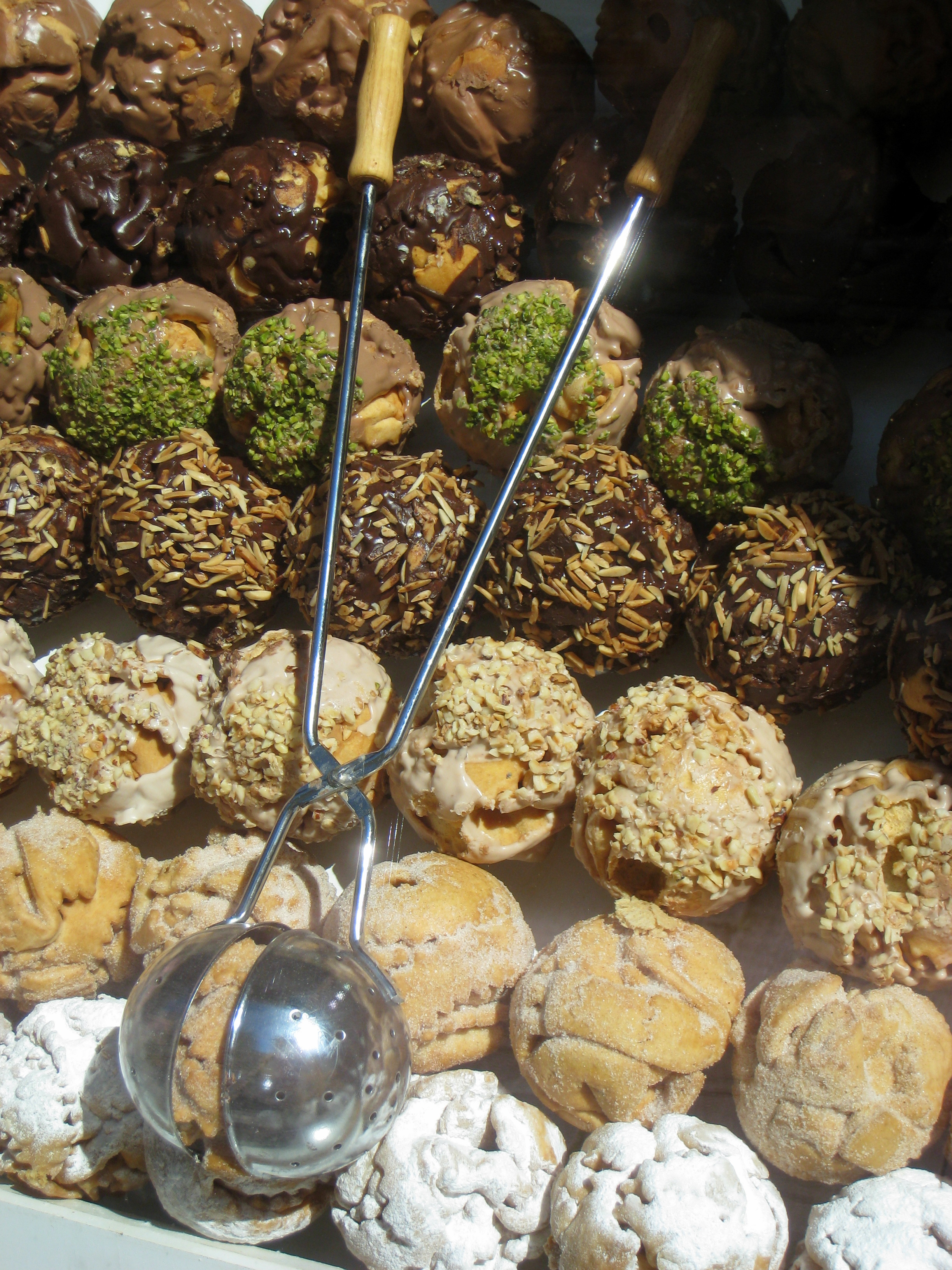
Витрина со шнеебаллями и приспособлением для жарки во фритюре
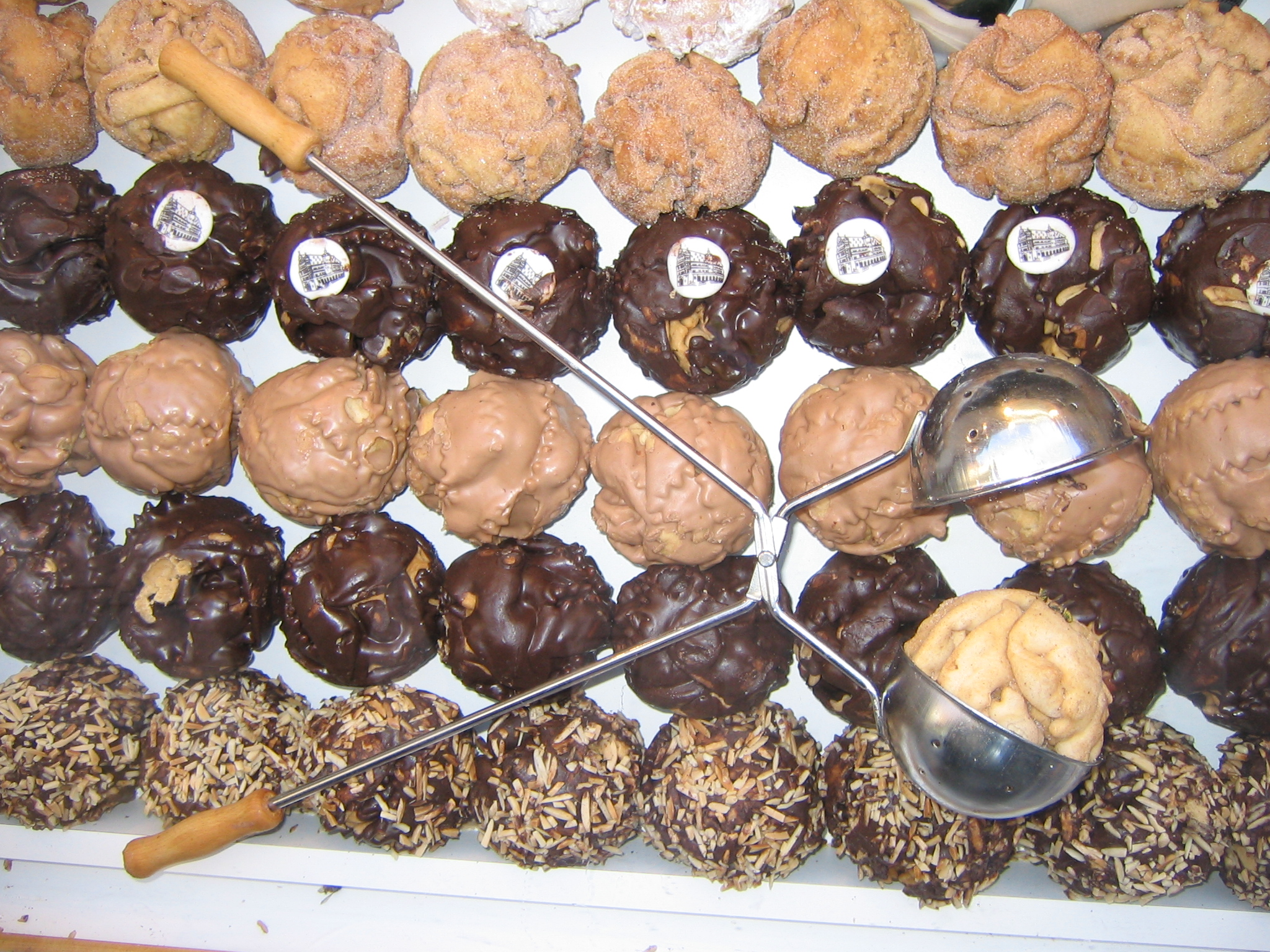
Шнеебалли в Ротенбурге-на-Таубере
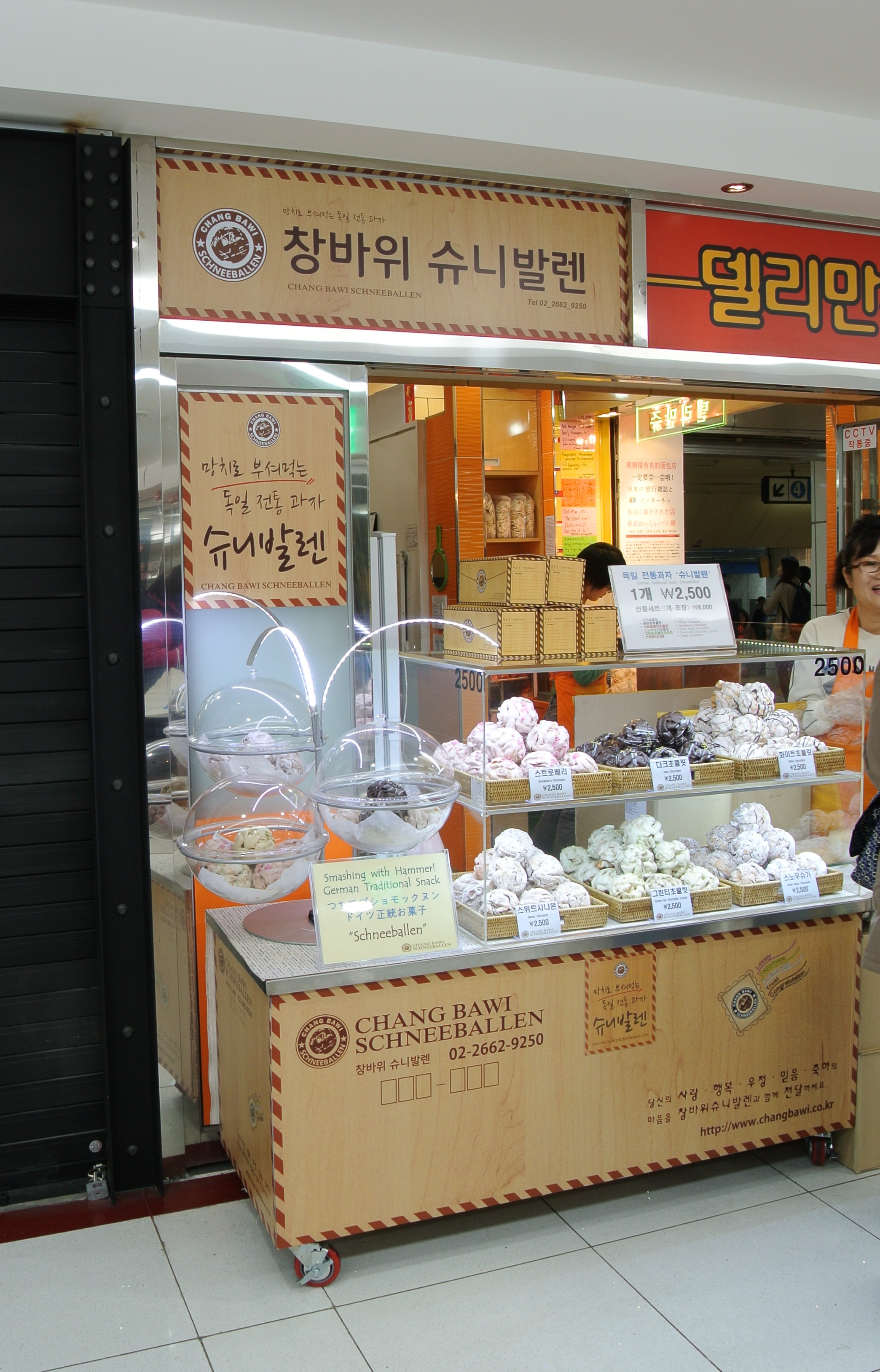
Магазин шнеебаллей в подземном торговом центре в Сеуле, Южная Корея